# 최상위 비트

최상위 비트가 밝게 표시된 십진수 149의 이진 표기법. 8 비트 이진수에서 최상위 비트는 십진수 128을 나타낸다. 최하위 비트는 1을 나타낸다.

최상위 비트(most significant bit, msb)는 최고값을 갖는 비트 위치이다. msb는 가장 큰 숫자를 왼쪽에 기록하는 자리 표기법의 규정 때문에 가끔 "left-most bit"를 뜻하기도 한다.
이진수 내에 의미하는 특정 비트에서, 그것은 그 숫자에서 비트수보다 하나 적은 방향으로 0에서 각 비트를 비트수로 할당하는게 일반적이다. 그러나 이 할당을 사용하는 방식은 어떤 방향에 있을지도 모르고, 모든 방식은 (다른 조건에) 사용된다. 이것은 "msb"가 비트수 대신에 "high-order bit"를 가리키는 데 사용되는 이유 중 하나이다(그리하여 커다란 혼란의 가능성을 갖는다).
확장에 의하여, 최상위 비트들 (복수)은 최상위 비트를 포함하고 그 수에 근접한 비트들이다.
대문자로, MSB는 “most significant byte”를 나타내기도 한다. 의미는 위에서 설명한 비트의 병렬이다: 그것은 가장 큰 값을 갖는 다중 바이트수 위치의 바이트이다.

## 같이 보기
- 최하위 비트
- 이진법
- 부호화된 숫자 표현
- 2의 보수